# Microregiunea Kisvárda
Microregiunea Kisvárda (în maghiară Kisvárdai kistérség) a fost o microregiune statistică (kistérség) din județul Szabolcs-Szatmár-Bereg, Ungaria.
Cu o populație de 50.852 locuitori și o suprafață de 443,71 km2, aceasta a existat până în 2014, când în Ungaria, microregiunile ”kistérségek” au fost înlocuite de districte (járások).